# Michaił Gromadin
Michaił Stiepanowicz Gromadin (ros. Михаи́л Степа́нович Грома́дин, ur. 27 października?/8 listopada 1899 we wsi Kraiszewka w obwodzie saratowskim, zm. 3 czerwca 1962 w Moskwie) – radziecki dowódca wojskowy, generał pułkownik.

## Życiorys
Od września 1918 służył w Armii Czerwonej, uczestniczył w wojnie domowej na Froncie Południowym i Południowo-Zachodnim jako pomocnik dowódcy kompanii, dwukrotnie był ciężko ranny, 1920 skończył kursy dowódcze. Później służył w Turkiestanie, gdzie brał udział w walkach z basmaczami jako dowódca kompanii 1 Dywizji Turkiestańskiej, 1925 został członkiem RKP(b), 1927 ukończył Kijowską Szkołę Piechoty, 1933 Akademię Wojskową im. Frunzego, a 1950 Wyższe Kursy Akademickie przy Wojskowej Akademii Sztabu Generalnego. 17 kwietnia 1935 został pomocnikiem szefa, a 20 marca 1938 szefem wydziału obrony przeciwlotniczej Moskiewskiego Okręgu Wojskowego, uczestniczył w walkach z Japończykami nad jeziorem Chasan i nad Chałchin-Goł. Od stycznia 1940 do maja 1941 był dowódcą korpusu obrony przeciwlotniczej, od maja 1941 pomocnikiem dowódcy wojsk Moskiewskiego Okręgu Wojskowego ds. obrony przeciwlotniczej, brał udział w obronie Moskwy. 9 listopada 1941 został zastępcą ludowego komisarza obrony ZSRR ds. obrony przeciwlotniczej i dowódcą wojsk obrony przeciwlotniczej Armii Czerwonej, 17 lutego 1943 otrzymał stopień generała pułkownika, w sierpniu 1943 został dowódcą wojsk Frontu Zachodniego obrony przeciwlotniczej, a marcu 1944 Frontu Północnego, a od grudnia 1944 Frontu Centralnego obrony przeciwlotniczej. Po zakończeniu wojny dowodził wojskami okręgu obrony przeciwlotniczej, a 1946-1950 wojskami przeciwlotniczymi ZSRR, 1950-1954 był inspektorem generalnym obrony przeciwlotniczej, 1954 zakończył służbę wojskową. Był deputowanym do Rady Najwyższej ZSRR 2 kadencji. Został pochowany na Cmentarzu Nowodziewiczym.

## Odznaczenia
- Order Lenina (dwukrotnie)
- Order Czerwonego Sztandaru (dwukrotnie)
- Order Suworowa  I klasy
- Order Kutuzowa I klasy (dwukrotnie)
- Order Czerwonej Gwiazdy

I medale.